# Reynosa
Reynosa – miasto w północno-wschodnim Meksyku, w stanie Tamaulipas, nad rzeką Rio Grande, przy granicy z USA, naprzeciw amerykańskiego miasta McAllen. 
W mieście rozwinął się przemysł chemiczny, bawełniany oraz spożywczy.